# 德鲁日纳亚戈尔卡 (列宁格勒州)
德鲁日纳亚戈尔卡（羅馬化：Druzhnaya Gorka）是俄罗斯列宁格勒州的市级镇，属加特契纳区，地处列宁格勒州西南部，位于卢加河流域内奥列杰日河一支流奥尔林卡河（Орлинка）畔，在加特契纳南、圣彼得堡南偏西方。
1927年设市级镇。该地2021年人口有3,357人；2010年人口3,463；2002年人口3,696；1989年人口4,208。